# 瓦屋根診断技士
瓦屋根診断技士（かわらやねしんだんぎし）とは、日本の全日本瓦工事業連盟（全瓦連）が発行する資格で、適正な屋根診断を行える資格として、中立な立場での屋根診断の出来る資格と言われている。

## 概説
瓦屋根診断技士は三つの要件を全て満たすことが必要となる。
1. （一社）全日本瓦工事業連盟の組合員である事
2. 瓦屋根工事技士 の資格を所持する者
3. かわらぶき技能士（一級、二級）の資格を所持する者

当制度では要件を満たし、正規に認定された者だけが、瓦屋根診断技士　の称号を使用することが可能となる。当資格は、瓦屋根の診断における専門的な知識の講習（更新講習は5年毎）を実施している。 瓦屋根診断士は現在全国で約2,500名が資格を取得している。